# Zpětná eroze

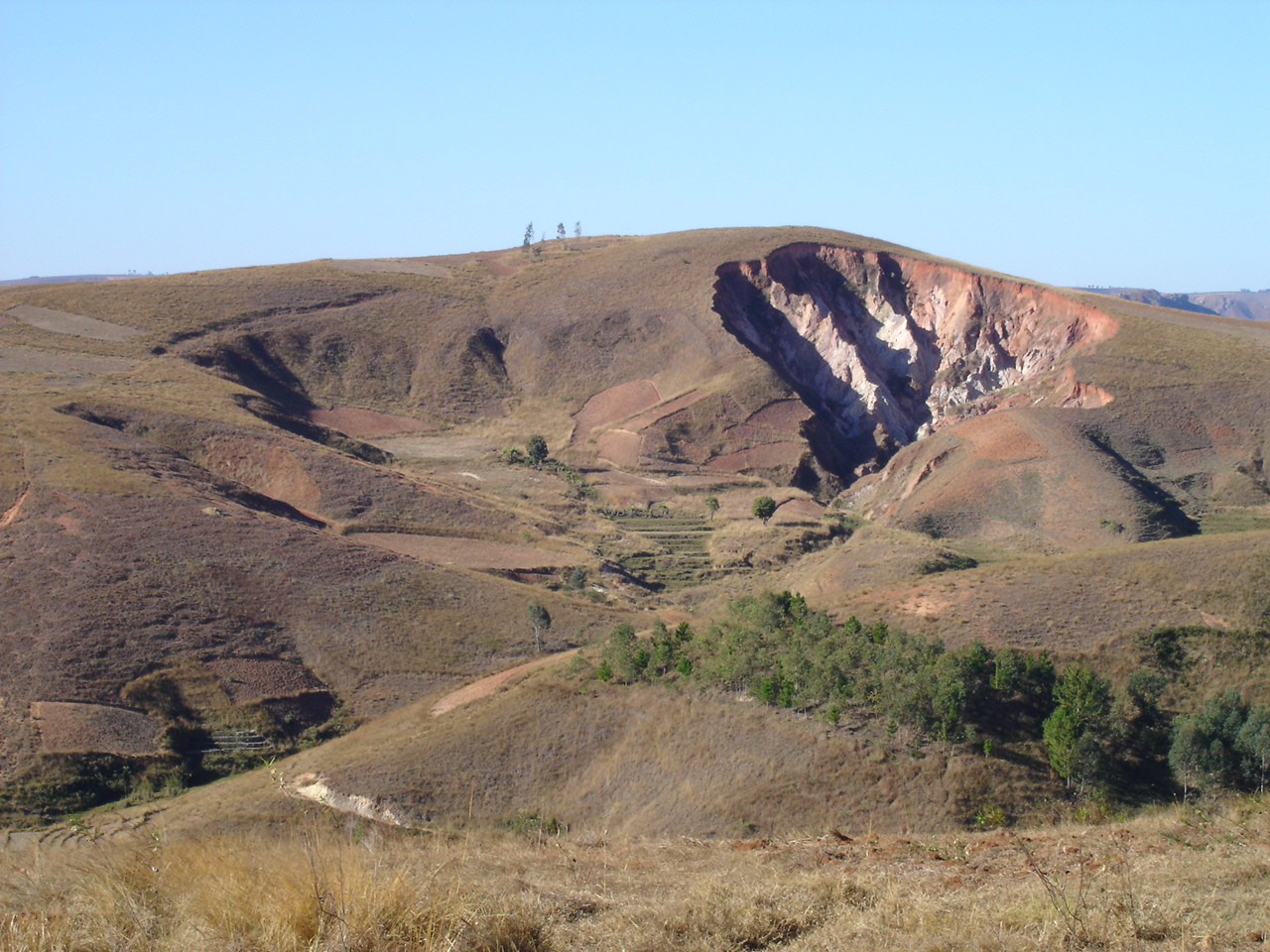
lavaka, Madagaskar, 2005

Zpětná eroze je proces postupného zahlubování dna toků postupující ve směru proti proudu toku, jehož projevem je např. říční pirátství v horní části toku. Typickým příkladem v České republice je řeka Vlára, která vlivem zpětné eroze odvodňuje část území v Bílých Karpatech do slovenského Váhu.